# Ataenius schmidti
Ataenius schmidti är en skalbaggsart som beskrevs av Zdzisława Stebnicka 2003. Ataenius schmidti ingår i släktet Ataenius och familjen Aphodiidae. Inga underarter finns listade.